# The Tower (TV-serie)
The Tower är en brittisk kriminal- och dramaserie vars första säsong hade premiär 2 juni 2022. Första säsongen bestod av tre avsnitt. Andra säsongen som består av fyra avsnitt hade premiär den 20 augusti 2023 på strömningstjänsten HBO Max. Serien är baserad på Kate Londons romantrilogi Metropolitan.

## Handling
Serien utspelar sig i London och kretsar kring en grupp poliser med Sarah Collins (Gemma Whelan) i spetsen. I den första säsongen hittas en polisveteran och en 15-årig libysk flicka döda.

## Rollista (i urval)
- Gemma Whelan – Sarah Collins
- Tahirah Sharif – Lizzie Adama
- Jimmy Akingbola – Steve Bradshaw
- Emmett J. Scanlan – Kieran Shaw
- Lola Elsokari – Farah Mehenni[5]
- Nick Holder – Hadley Matthews
- Karl Davies – Tim Baillie
- Nabil Elouahabi – Younes Mehenni
- Laurie Delaney – Mary Shaw
- Camilla Beeput – Julie Woodson